# Silvia Arber
Silvia Arber (née en 1968 à Genève) est une neurobiologiste suisse. Elle enseigne et fait de la recherche au Biozentrum de l'Université de Bâle et à l'Institut Friedrich Miescher pour la recherche biomédicale à Bâle en Suisse.

## Biographie
Silvia Arber a étudié la biologie au Biozentrum de l'Université de Bâle et soutenu son doctorat en 1995 à l'Institut Friedrich Miescher (FMI). Elle a ensuite été stagiaire postdoctorale à l'Université de Columbia à New York. Elle est retournée en 2000 à Bâle en tant que professeure de Neurobiologie/Biologie Cellulaire, et poursuit son activité d'enseignement et de recherche au Biozentrum ainsi qu'au FMI. 
Silvia Arber est la fille du microbiologiste et généticien suisse Werner Arber, qui, en 1978, a reçu le Prix Nobel de Physiologie ou Médecine à partir des travaux de Grete Kellenberger et  Daisy Dussoix.

## Travaux
Silvia Arber étudie les mécanismes impliqués dans le fonctionnement et les connexions des circuits neuronaux contrôlant le comportement moteur. Elle a montré que le groupe interneuronal pré-moteur diffère des autres groupes dans ses fonctionnalités et sa distribution dans la moelle épinière, et que ces différences sont liées au calendrier de leur apparition dans leur développement.

## Distinctions
- 1998 : Pfizer Forschungspreis[4]
- 2003 : 
  - Prix Latsis National[5]
  - Prix Eppendorf pour jeunes chercheurs européens
- 2005 : élue Membre de l'Organisation Européenne de Biologie Moléculaire (EMBO)[6]
- 2005 : Schellenberg Prize[7]
- 2008 : Prix Friedrich Miescher[8]
- 2009 : ERC Advanced Enquêteurs de la Subvention[9]
- 2014 : Prix Otto Naegeli[10]
- 2014 : élue Membre de l'Academia Europaea[11]
- 2017 : Prix Louis-Jeantet de Médecine [12]
- 2018 : Prix international de la Fondation Fyssen
- 2019 : Prix Charles-Léopold-Mayer de l'académie des sciences de France[13].